# اشكراد (بني علي)
اشكراد هو دُوَّار يقع بجماعة الحمراء، إقليم تطوان، جهة طنجة تطوان الحسيمة في المملكة المغربية. ينتمي الدوّار لمشيخة بني علي التي تضم 10 دواوير. يقدر عدد سكانه بـ 1641 نسمة حسب الإحصاء الرسمي للسكان والسكنى لسنة 2004.

## روابط خارجية
- البوابة الوطنية للجماعات الترابية
- المندوبية السامية للتخطيط